# Enej
Enej è un gruppo musicale polacco fondato nel 2002 a Olsztyn dai fratelli Piotr e Paweł Sołoducha ed un loro amico ,Łukasz Kojrys, in qualità di team manager. Il nome della band prende spunto dal protagonista dell'Eneida, parodia dell'Eneide di Virgilio realizzata dallo scrittore ucraino Ivan Kotljarevskij, Enej (In Italiano:Enea).

## Membri della band

### Attuali
- Piotr "Lolek" Sołoducha – voce, fisarmonica
- Mirosław "Mynio" Ortyński – basso, voce
- Paweł "Bolek" Sołoducha – batteria, voce
- Jacek "Gregory" Grygorowicz – chitarra
- Grzesiek Łapiński - sassofono
- Kuba "Czaplay" Czaplejewicz - trombone
- Łukasz Przyborowski - tromba

### Ex membri
- Marcin Mach – chitarra
- Maciej Chabowski – clarinetto
- Bartek Bąk – tromba
- Piotr Żarnoch – trombone
- Michał Kowalski – tastiere
- Aleksander Ostrowski - voce, batteria
- Wojciech Morelowski - tromba
- Igor Maczyta

## Discografia

### Album
- Ulice (2008)
- Folkorabel (2010)
- Enej – Przystanek Wodstock 2011 (2011)
- Folkhorod (2012)
- Paparanoja (2015)

### Singoli
- Ulice (2008)
- Komu (2009)
- Państwo B (2010)
- Radio Hello (2011)
- Skrzydlate ręce (2012)
- Lili (2013)